# IAR-27
IAR-27 este un avion biloc, monoplan, cu aripa jos, pentru dotarea școlilor de pilotaj civile și militare. Proiectarea și realizarea prototipului s-au făcut la IAR Brașov. Lucrările la prototip au început în anul 1936 sub conducerea inginerului Lascu. În 1937 prototipul avionului este gata. IAR-27 era inspirat din avionul Fleet F-10G dar păstra linia predecesorilor săi IAR-21 și IAR-22. Avea structura metalică și înveliș de pânza. Postul de pilotaj era deschis, având parbrize individuale pentru cele două posturi de pilotaj (elev, instructor). Trenul de aterizare era triciclu cu bechie și roti. Motorul, de tip IAR 6-G1, de 180 CP (132 kW), era o licență a motorului de Havilland Gipsy Six. Primul zbor a fost efectuat în 1937, fiind un succes. A fost primul avion romanesc construit în serie.

## Istoric
După realizarea prototipului și terminarea probelor de zbor reprezentanții IAR au convins autoritățile că avionul proiectat și construit la Brașov corespunde nevoilor de înzestrare ale aeronauticii române. Au fost comandate 80 de avioane de acest tip. Deoarece capacitățile de producție ale IAR erau ocupate cu fabricarea avioanelor de alte tipuri, 
în anul 1941 o serie de 30 de aparate IAR-27 a fost realizată la fabrica SET din București. Acest succes al IAR-27 a venit în momentul în care autoritățile începuseră sa înzestreze școlile de pilotaj cu avioane de tipul Fleet F-10G și Klemm Kl 25.
Pe durata războiului au fost folosite și drept curier, sarcina principală rămânând cea de avion de școală. În 1944 aproximativ jumătate din aparatele fabricate mai erau în exploatare, dar soarta lor de după război nu e cunoscută.

## Caracteristici (IAR-27)
Echipaj: 2 piloți
Caracteristici tehnice:
- Lungime: 7,41 m
- Anvergură: 9,1 m
- Înălțime: 2,4 m
- Suprafață portantă: 18,0 m2
- Masă (gol): 670 kg
- Masă (gata de zbor): 948 kg
- Motor: 1 x IAR 6-G1 (licență de Havilland Gipsy Six) 180 CP (132 kW)

Performanțe:
- Viteză maximă: 180 km/h
- Viteză de croazieră: 165 km/h
- Viteză la aterizare: 90 km/h
- Plafon de zbor: 5000 m